# Otra vez el diablo
Otra vez el diablo es una obra de teatro del dramaturgo español Alejandro Casona, estrenada en 1935.

## Argumento
Tras haber sido desvalijado por unos bandoleros, un joven Estudiante extranjero muy pobre, parte de las tunas, en su camino hacia universidades europeas, se topa con el Diablo que intenta, sin éxito, que sucumba a diversas tentaciones. Superado el percance, y retomando su camino, el Estudiante encuentra una bella Infantina (de la que queda inmediatamente prendado) que se hace acompañar por el bufón Cascabel. Pese a que los avances del joven parecen producir efecto, las zancadillas del bufón impiden que culmine sus intentos con la chica. Humillado, el Estudiante recurre de nuevo al Diablo para lograr sus objetivos amor

## Estreno
- Teatro Español, Madrid, 26 de abril de 1935. 54 representaciones, hasta el 29 de mayo.
  - Decorados: Sigfrido Burmann.
  - Figurines: Victoria Durán.
  - Intérpretes: Margarita Xirgu (Estudiante), Pedro López Lagar (Diablo), Pilar Muñoz (Infantina), Enrique Álvarez Diosdado (Cascabel), José Cañizares (Capitán de bandoleros), Enrique García Álvarez (Farfan).